# 嚇阻理論
，是犯罪學中關於消除犯罪動機，刑事政策中關於預防犯罪的一種理論觀點，其指的是如果已經有人犯罪，透過嚴懲他們來“殺雞儆猴”，便能嚇阻其他人犯罪。亂世用重典、向毒品宣戰、三振法案 、潔西卡法案、嚇乖計畫皆屬於嚇阻理論的產物。嚇阻理論最常見的做法是加強法律執行的程度，或提高刑罰的強度。

## 概論
嚇阻理論最初是指：透過預先宣告嚴刑峻罰，就能嚇阻人類的犯罪行為；除了正式制度的制裁和刑罰外，嚇阻理論亦使用非正式制度的制裁概念，當中包括輿論批評、親友的不認同等等。
亂世用重典，或治亂世用重典，是中國歷史上關於治理犯罪的一種觀點，其背後思維是兩個相關的觀點：
1. 人通常出於功利主義，理性計算行為之利弊得失，依此決定要不要犯罪；
2. 人本能都怕痛怕死，而犯罪之所以猖獗，必是因為懲罰不夠嚴厲，也就是犯罪的成本不夠高。所以在犯罪率升高、或者人民感覺治安惡化時，便容易出現“只要提高處罰，便能直接減少犯罪”的這類呼聲。

刑罰的嚇阻效果可分成兩個部分：刑罰的確定性及刑罰的嚴重性，其中刑罰的確定性指的是一個人因為犯罪而被處罰的可能性；而刑罰的嚴重性指的則是一個人一旦因犯罪被抓，那他所面對的可能後果的嚴重性，所謂的加重處罰就是增加刑罰的嚴重性。研究指出，增加刑罰確定性確實能減少犯罪，且效果高於加重處罰，但加強執法等增加刑罰確定性的做法，在實務上會面臨可行性的問題；另一方面，是否該重罰，端看重罰本身的效果而定，這和改善社會環境以減少犯罪誘因或加強處罰確定性都無關；而對於加重處罰效果的研究結果，包括對死刑對謀殺的潛在嚇阻效果的研究結果，在現階段是不一致的，因此包括對殺人犯的死刑在內，重罰可能有助減少犯罪，不能斷定重罰罪犯一定無助減少犯罪。

## 一般性嚇阻與針對性嚇阻
嚇阻的策略可分為一般性及針對性。一般性嚇阻是針對非本次犯罪的人民，透過高調的打擊犯罪行動，讓他們知道犯罪的代價，減少他們的犯罪意欲。針對性阻嚇則針對本次的犯罪人，利用長期監禁或高額罰金之類的嚴刑峻罰，減少他們再次犯罪的企圖。
一般性嚇阻與針對性嚇阻，在德語法學界以及中華民國（台灣）法學界對應的概念分別為：消極的一般預防（德語：negative Generalprävention），消極的特別預防（德語：negative Spezialprävention）。德國18/19世紀之交的現代刑法釋義學開山始祖費爾巴哈，其舉世聞名的「心理強制論」（德語：psychologischer Zwang）便是消極一般預防理論於現代刑法學的先河。

## 實證研究

### 加強執法的嚇阻效果
加重處罰和加強執法兩者常常被混淆，但這兩者應該做出區別，加強執法和刑罰確定性有關。研究指出，加強執法以及刑罰確定性確實有嚇阻潛在犯罪的效果，不論刑罰輕重，在處罰確定性高的狀況下，潛在的罪犯比較不會去犯罪，而且加強處罰確定性的作法，比加重處罰有效；換句話說，若潛在的罪犯認為自己幾乎一定會因為犯罪被抓，那而他就比較不可能犯罪。
然而在另一方面，多數刑事司法系統的逮捕率和起訴率在實際上並不高，而這是因為在實務上，增加警力、加強逮捕率、增加起訴率等可以加強處罰確定性的做法最多都只有一個極限，超過一定的程度後，這些做法在實務上都會變得不可行，而一些警察單位所嘗試的方法，像例如改變巡邏方法等，也無法對逮捕率造成影響所致。例如在英國，只有大約2%的罪案會受到起訴，而每七個受到起訴的罪犯中，只有一個人最後會坐牢。英國內政部在1993年總結道：「對於一個罪犯而言，他因為犯罪而坐牢的機率大約是三百分之一」。美國的狀況也與此類似。因此假若重罰確實能有效嚇阻犯罪，那麼在實務上，比起加強刑罰的確定性，加重處罰在防治犯罪方面，是比較容易也比較可行的作法。。

### 加重處罰的嚇阻效果
加重處罰的嚇阻一直都有爭論，犯罪學者往往反對加重處罰以減少犯罪的作法，且有些研究反對嚴刑峻罰的效果，甚至有研究認為加重處罰反會增加犯罪；然而也有研究指出，加重處罰確實能減少犯罪，一般人在直觀上也強烈傾向認同加重處罰是減少犯罪最有效的方法之一。
目前關於刑罰的嚇阻功能，尚無完全一致的研究結果，2017年的一篇研究指出，盡管有充分的證據顯示罪犯對警察和合法勞動市場的存在有所反應，但現階段關於罪犯是否對加重處罰有所反應這點，有較少的證據。

#### 反對嚇阻理論的研究
有人認為，過去數十年來，總結世界各國數百份觀察研究，可以發現：基於嚇阻理論的刑事政策，亦即單憑提高刑罰，就算增加執行最嚴厲的刑罰，如死刑，也並無嚇阻之效，反而有輕微提高暴力、殺人犯罪率的反效果。這現象在社會心理學上是頗有證據的，因為國家的行為，透過媒體的宣傳，就像鮮明的行為模範呈現在人民眼前，其意涵為：「為了達成我所定義的正義而給予他人不堪忍受的痛苦（監獄生活），甚至必要時殺人（死刑）以達成目的，都是可以的。」亦即國家的嚴刑峻罰反而在社會學習的作用下，帶來人民暴力化的效果。
使用「嚴刑峻法」的做法，被評斷為「判刑的做法當中，效果最小且公正性最低的做法」加拿大犯罪學者Paul Gendreau曾做了一個結合了五十篇關於監禁嚇阻力、且受測單位多於三十萬名罪犯的整合研究，發現：「（這五十篇裡）沒有任何的分析顯示對罪犯處以監禁會減少再犯。被處以監禁處罰的罪犯的再犯率，和那些被判處社區處遇的罪犯之再犯率相近。除此之外，較長的刑期和再犯率的下降無關，事實上，研究結果與此相反，也就是較長的刑期會讓再犯率增長3%。這發現支持了監獄對某些罪犯可能具有『犯罪學校』功能的說法。」
Uri Gneezy和Aldo Rustichini在2000年所做的《罰金是價格》（A Fine Is a Price）這篇研究顯示，對一個先前不以罰金處罰的行為開始處以罰金刑，可能反倒會增加那些法律所不想要的行為，而非減少。因為當罰金取代倫理道德做為刑法規範的訴求內涵時，而且若罰金夠低的話，那比起非金錢方面的批判，人們在心理上會比較容易克服罰金的障礙。也就是說，將一些先前市場價格不明的事物標上價格，會大幅地影響人們對該事物的認知，且它有時會將事情帶往與嚇阻理論所預測的相反的方向。
近年一些實證研究得出：刑罰的種類（罰金、有期徒刑、無期徒刑、死刑）和輕重本身並不重要，重要的是，如果刑罰具有迅速性（事發後迅速追訴）及確定性（越高比例的犯罪被逮捕、追訴、處罰），則比較容易收嚇阻之效。例如2010年一份以中華民國（台灣）為對象的實證研究指出：提高街頭巡邏警力的部署，也就是提高犯罪被發現、追訴的機會（上述的確定性），有助於降低某些財產罪的犯罪率（例如竊盜、搶奪）。因為一來，財產犯罪是犯人於事前最會計算成本效益（包括失手被捕的風險）、進行理性選擇的犯罪行為；二來，這些犯罪必須在街頭出沒，所以當提高巡邏警力時，犯罪之際遇到巡邏警察的機會也高，而警察的訓練重點之一即是這類犯罪的發覺。類似的發現也見於美國、香港等地的研究。
一些意見認為，不管是前幾段所提的《罰金是價格》現象，或是前段「單純提高刑罰嚴厲性沒有嚇阻效果」，都在在指出「認知」影響人類行為學習的重要性，也就是認知心理學知識對刑事政策的重要性。同樣一個刺激（例：嚴厲的刑罰），在擁有不同認知的人身上會產生不同效果，2010年美國一份報告這樣說：「顯然地，增加刑罰的嚴峻性對於那些不認為自己會因其行為而被抓的人而言，是沒什麼效果的。」
最明顯的例子是針對少年犯的一種再犯預防措施，叫做「嚇乖計畫」，藉著帶少年犯去參觀監獄，由成人受刑人親身講述監獄的痛苦生活，企圖把少年犯「嚇乖」。結果是，與沒有參觀監獄就直接被釋放回家的少年犯相比，參觀監獄組的少年犯再犯比例較高，可能因為親身接觸成人世界的犯罪人，在少年犯的認知上就像英雄、榜樣一般，因此更助長了走上犯罪路。儘管如此，目前依舊有研究支持重罰的效果、重罰有效的可能性尚未被排除。

#### 支持嚇阻理論的研究
一些近期的研究顯示加重處罰所带来的嚇阻效果可能確實存在。一篇由D·S·阿布蘭姆斯（D.S. Abrams）所做的研究顯示：「一個州所引入的关于持槍犯罪的法律的資料可以被用以單獨測量監禁的嚇阻效果。這類的法律旨在增加持槍犯罪被告的刑度，而受到持槍犯罪相關法律指控的被告會在法律沒有本質變化的狀況下受到更嚴厲的制裁，因此任何對犯罪的短期影響都可被歸因於嚇阻效果。通过对比不同州份通過這類法律的日期的資料，可以發現，平均而言，這些關於持槍犯罪的法律會在頭三年內減少大約5%的帶槍搶劫犯罪率。這項結果在不同測試規格之下都是穩定的，而且並未和罪犯其他類型犯罪的流动（即潛在的罪犯受到更嚴厲的法律嚇阻，因此打消犯罪的念頭，而不是改犯其他的罪行）相關。」庫先母科（Kuziemko）则發現刑期長度與再犯率之間有著確實的負相關：每增加一個月的刑期，再犯率就減少百分之三。
另一篇使用歐洲自然實驗及1996年法國巴士底日特赦的資料估計再犯率的資料顯示，「在巴士底日時，在法國監獄服刑的犯人會因此受惠，他們的基本刑期會因此減少一個星期。此外，這些罪犯在巴士底日之後的剩餘刑期中，他們每個月的剩餘刑期中都會扣掉一個星期的刑期。因此在這種狀況下，集體特赦導致了坐牢時間和期望出獄的時間兩者間非常顯著的不連續。」资料显示，因特赦而減少的刑期越多，罪犯的再犯率就越高。
根據弗朗切斯科·德拉戈（Francesco Drago）、羅伯托·加爾比亞蒂（Roberto Galbiati）和彼得·韋爾托瓦（Pietro Vertova）在2009年的《監獄嚇阻效果：自然實驗的證據》（The Deterrent Effects of Prison: Evidence from a Natural Experiment）一文的研究，「若使用義大利自然實驗的資料對嚇阻理論進行實證，可以發現期望刑期每多一個月，再犯率就減少1.3%。」
盡管有反對聲音，但一些研究仍顯示三振法案有效。一篇由喬治梅森大學的研究人員出版、名为《三振法案是否嚇阻犯罪？一篇無母數的估計》的研究顯示，在加州，比起那些犯了「一好球」罪行的罪犯，那些犯了「兩好球」罪行的罪犯的逮捕率低了20%。這篇研究並因此總結說三振法案降低了再犯率；另外，一篇2007年來自紐約州維拉司法研究院（Vera Institute of Justice）、旨在估計在各種判決下的隔離（incapacitation）效果的的研究也顯示，假若美國的監禁率上升10%，那么犯罪率就會下降至少2%；然而這項措施會非常昂貴。
一個綜合1996年至2010年關於美國死刑嚇阻效果的24篇研究的列表顯示，在這24篇研究中，有17篇明確指出死刑有嚇阻效果，有5篇明確指出死刑沒有嚇阻效果，兩篇認為嚇阻效果不明確；而那兩篇認為死刑嚇阻效果不明確的論文中，有其中一篇指出死刑嚇阻效果存在，但證據薄弱。另外在這24篇研究中，其中一篇（Yang & Lester, 2008）為對死刑嚇阻效果的後設分析，明確支持死刑有嚇阻效果的說法；但該篇文章也說，死刑嚇阻效果的呈現結果，和研究所用的方法相關。
一些評論指出，台灣加重酒駕的處罰幅度後，酒駕致死的比例下降，且下降的幅度超過整體交通事故死亡的幅度，這說明加重處罰對減少犯罪可能是有效的。也就是說，有證據支持一般人直觀上「唯有加重刑責才能減少類似悲劇發生」的直觀看法。
暢銷書《蘋果橘子經濟學》的作者李維特（Steven D. Levitt）雖然主張美國1990年代犯罪率下降的主因是墮胎合法化，但他也贊同嚴刑峻罰的作用，并在書中將加重處罰列為少數可以合理解釋美國1990年代犯罪率下降的原因之一。他曾做過一篇研究，指出若檢視美國1978年至1993年之間的犯罪率資料，可以發現嚴刑峻罰和犯罪率的下降呈現強烈的相關——罰得越重，犯罪率越低。

## 批評
一些人認為，主張重罰的人往往忽略了社會結構問題。當人類社會的某種現象大量發生時，往往是背後的社會結構推逼著大量的人往這現象的方向移動。例如當社會貧富差距過大時，犯罪行为便屢出不鮮。此時，就算把当下這批犯人全部监禁甚至判处死刑，社會結構仍會不斷製造出新的犯人，形成一種社會達爾文主義的淘汰下等人類之現象。
此外，也有人指出，有證據反對「治亂世用重典」有減少犯罪的實際效果。一些研究認為，提高刑罰最好的效果是「沒有效果」，最差的效果則是「提高人民的暴戾氣息，微幅增加暴力犯罪」